# Siegfried Elsing
Siegfried H. Elsing (* 1950 in Essen) ist ein deutscher Wirtschaftsjurist. Er ist Partner der weltweit tätigen Wirtschaftskanzlei Orrick, Herrington & Sutcliffe LLP und Honorarprofessor an der Heinrich-Heine-Universität Düsseldorf sowie Honorarkonsul des Großherzogtums Luxemburg in Nordrhein-Westfalen.

## Leben
Nach dem Abitur am mathematisch-naturwissenschaftlichen Zweig der Carl-Humann-Schule in Essen-Steele studierte Siegfried H. Elsing Rechtswissenschaften an den Universitäten Freiburg, Lausanne und Münster. Anschließend war er als wissenschaftlicher Mitarbeiter am Institut für Arbeits- und Wirtschaftsrecht der Westfälischen Wilhelms-Universität Münster tätig. Im Jahre 1976 wurde er mit einer Arbeit zum Thema Erweiterte Kommanditistenhaftung und atypische Kommanditgesellschaft beim damaligen Richter des Bundesverfassungsgerichts, Hans Brox, zum Doktor der Rechtswissenschaften (Dr. iur.) promoviert. Im Jahre 1979 erwarb er an der Yale Law School den akademischen Grad eines Master of Laws (LL.M.). 
Siegfried H. Elsing ist in Deutschland seit 1979 als Rechtsanwalt und in New York seit 1983 als Attorney-at-Law zugelassen. Schwerpunkte seiner anwaltlichen Tätigkeit liegen im nationalen und internationalen Wirtschaftsrecht, insbesondere in den Bereichen Schiedsgerichtsbarkeit, M&A-Transaktionen, Investitionsschutz, Energierecht, Gesellschaftsrecht, Finanzierung, Joint Ventures, Vertrieb, Lizenzvergabe und deutsch-amerikanischer Rechtsverkehr. Siegfried H. Elsing war in annähernd 300 nationalen und internationalen Schiedsverfahren (ICC, DIS, HCCI, HKIAC, ICSID, SCAI, SCC, VIAC, UNCITRAL, ad hoc u. a.) als anwaltlicher Vertreter, Vorsitzender des Schiedsgerichts, Einzelschiedsrichter oder parteibenannter Schiedsrichter tätig. Darüber hinaus tritt er vor deutschen Gerichten als Sachverständiger für US-amerikanisches Recht und vor Gerichten in den USA und in Großbritannien als Sachverständiger für deutsches Recht auf. Einen weiteren Schwerpunkt seiner anwaltlichen Tätigkeit bildet ferner die Beratung von Beirats- und Aufsichtsratsmitgliedern.
Im Jahre 1989 gründete er die Sozietät Hölters & Elsing und initiierte 2008 den Zusammenschluss mit der US-amerikanischen Anwaltskanzlei Orrick, Herrington & Sutcliffe LLP.
Siegfried H. Elsing war von 2011 bis 2017 auf Berufung des Präsidenten der Weltbank Mitglied des ICSID Panel of Conciliators des International Centre for Settlement of Investment Disputes (ICSID).
Seit 1999 lehrt er an der Heinrich-Heine-Universität Düsseldorf Wirtschaftsschiedsgerichtsbarkeit und Internationales Zivilverfahrensrecht. Im Jahre 2007 wurde er zum Honorarprofessor ernannt. Darüber hinaus hält er regelmäßig Fachvorträge im In- und Ausland und veröffentlicht auf den Gebieten der Schiedsgerichtsbarkeit und des internationalen Wirtschaftsrechts. Er ist Mitherausgeber der Zeitschrift für Schiedsverfahren (SchiedsVZ).
Siegfried H. Elsing ist Vorsitzender des Aufsichtsrates der nobilia-Werke J. Stickling GmbH & Co. KG.

## Mitgliedschaften
Siegfried H. Elsing ist seit 2012 Vorstandsmitglied der Deutschen Institution für Schiedsgerichtsbarkeit (DIS) und war Mitglied im Redaktionsausschuss zur Erarbeitung der DIS-Schiedsgerichtsordnung 2018. Siegfried H. Elsing war Beiratsmitglied der American Arbitration Association (2009–2020). Von 2007 bis 2008 war er Vorsitzender des Mediation-Komitees der International Bar Association (IBA) und von 1990 bis 1991 war er Präsident der Association Internationale des Jeunes Avocats (AIJA). Er ist ferner Mitglied zahlreicher nationaler und internationaler Anwaltsvereinigungen (AAA, ABA, AIJA, ASA, Deutscher Anwaltverein e.V., DIS, IBA, ICCA, LCIA). Im außerberuflichen Bereich gehört er u. a. folgenden Vereinigungen an: KDStV Ripuaria Freiburg im Breisgau, Tönissteiner Kreis sowie Lions Club Düsseldorf-Hösel.

## Veröffentlichungen (Auswahl)
- Erweiterte Kommanditistenhaftung und atypische Kommanditgesellschaft, Duncker und Humblot, Berlin 1977, ISBN 3-428-03983-1.
- US-amerikanisches Handels- und Wirtschaftsrecht, Schriftenreihe Recht der Internationalen Wirtschaft, Verlag Recht und Wirtschaft, Heidelberg 1999 (2. Auflage), mit Michael P. van Alstine, ISBN 3-8005-1039-1.
- Die Kommanditgesellschaft, Heidelberger Musterverträge, Verlag Recht und Wirtschaft, Frankfurt am Main 2010 (11. Auflage), mit Nicholas Kessler, ISBN 978-3-8005-4298-7.
- The DIS Arbitration Rules, An Article-by-Article Commentary, Kluwer Law International, Alphen aan den Rijn 2020, Hrsg. mit G. Flecke-Giammarco, C. Boog, P. Heckel and A. Meier, ISBN 978-90-411-8995-0.

## Auszeichnungen
- Chambers Global 2020 bezeichnet Siegfried H. Elsing as „star individual“, der „oft in komplexen internationalen Schiedsverfahren als Schiedsrichter benannt wird“, und zudem ein „ein führender Praktiker auf dem Gebiet der Investitionsschiedsgerichtsbarkeit“ mit „umfangreicher Erfahrung als Schiedsrichter in investitionsrechtlichen Fällen“ ist.
- Best Lawyers Germany 2020: „Lawyer of the Year“ für Internationale Schiedsgerichtsbarkeit
- Best Lawyers Germany 2019: „Lawyer of the Year“ für Prozessführung
- Best Lawyers Germany 2018: „Lawyer of the Year“ für Internationale Schiedsgerichtsbarkeit